# Чистець південний
Чистець південний (Stachys cretica) — вид рослин з родини глухокропивових (Lamiaceae), поширений у південній Європі та західній Азії.

## Опис
Багаторічна трав'яниста рослина 30–60 см завдовжки. Стебла прямі, малогіллясті, притиснуто й густо сіро-пухнасті, з відхиленими вниз довгими волосками; нижні листки довгасто лінійні, при основі звужені, 5–7 см завдовжки і 1–1.6 см шириною, на широких черешках, дрібно городчаті, приквіткові нижні довгасто ланцетні, сидячі, довші від кілець, верхівкові трикутно-ланцетні, рівні кільцям або коротші від них, цілокраї, зверху оливково-зелені, розсіяно запушені, знизу густо притиснуто кучерями волосисті. Квітки зібрані в багатоквіткові кільця, біля основи відставлені, вгорі зближені; приквітки лінійні, загострені, укриті довгими волосками; чашечка повстяно пухнаста, трубчасто-дзвонові, в зіві не скошена, з трикутно-ланцетними зубцями, у 2.5 раза коротше від трубки; віночок пурпуровий, верхня губа двозубчата, волохата, нижня губа трилопатева, трубка віночка гола; горішки широко овальні, комірково-горбкуваті.

## Поширення
Вид поширений у південній Європі та західній Азії.
В Україні вид зростає у Криму.